# Народна монархічна партія (Португалія)
Народна монархічна партія (порт. Partido Popular Monárquico) — права політична партія Португалії, яка виступає за відновлення в країні монархії.

## Історія
Народна монархічна партія заснована 23 травня 1974 року.
У 1979—1982 входила в правлячу правоцентристську коаліцію Демократичний альянс. В даний час має двох представників у парламенті країни, обраних за списками Соціал-демократичної партії. Підтримується очільником Португальського королівського дому Дуарте Піу.
На президентських виборах 24 січня 2016 року партія підтримала Марселу Ребелу ді Соза.

## Голови партії
- Ґонсалу Рібейру Телс — 1974—1987
- Ауґусто Феррейра ду Амарал — 1987—1989
- Нуно Кардосо да Сілва — 1989—1993
- Фернандо де Са Монтейро — 1993—1997
- Міґель Піґнателлі Кейрош — 1997—2005
- Нуно да Камара Перейра — 2005—2010
- Пауло Естеван — 2010 — до тепер